# Koti (wieś)
Koti – wieś w Słowenii, w gminie miejskiej Novo mesto. W 2018 roku liczyła 18 mieszkańców. 